# 赤津庄兵衛
赤津 庄兵衛（あかつ しょうべえ、1895年（明治28年）2月4日 - 1981年（昭和56年）9月20日）は、福島県勿来市（現・いわき市）長（2期）。

## 来歴
福島県菊多郡窪田村（のち石城郡窪田村→勿来町→勿来市、現・いわき市）に生まれる。1912年福島県立磐城中学校卒。卒業後は家業の味噌醤油醸造業に従事、1920年磐城造林会社を設立、取締役社長となる。1932年勿来町長を2期、1940年福島県会議員を2期務める。1950年植田信用金庫理事長、1953年福島県教育委員、1956年福島県公安委員を歴任する。1959年勿来市長に初当選。1963年に再選。勿来市長をいわき市に合併するまで務めた。いわき市発足直後の市長職務執行者を務めた。1981年死去。